# Lijst van onroerend erfgoed in Merksem
Een overzicht van het onroerend erfgoed in het district Merksem in de gemeente Antwerpen. Het onroerend erfgoed maakt onderdeel uit van het cultureel erfgoed in België.
| Object                                          | Erfgoedstatus?                                              | Bouwjaar of architect | Deelgemeente | Adres                                           | Coördinaten                   | Nummer? | Afbeelding                                      |
| ----------------------------------------------- | ----------------------------------------------------------- | --------------------- | ------------ | ----------------------------------------------- | ----------------------------- | ------- | ----------------------------------------------- |
| Burgerhuis in art-decostijl                     |                                                             |                       | Merksem      | Azalealei 121                                   | 51° 15' 2" NB, 4° 27' 31" OL  | 11473   | Burgerhuis in art-decostijl                     |
| School                                          |                                                             |                       | Merksem      | Borrewaterstraat 70                             | 51° 14' 27" NB, 4° 26' 42" OL | 11474   | School                                          |
| Zes houten dorpswoningen                        | Monument: nr. 75, nr. 77, nr. 79 , nr. 81 , nr. 83 , nr. 85 |                       | Merksem      | Bredabaan 75-85                                 | 51° 14' 16" NB, 4° 25' 59" OL | 11475   | Zes houten dorpswoningen                        |
| Modernistisch appartementsgebouw                |                                                             |                       | Merksem      | Bredabaan 109-119                               | 51° 14' 16" NB, 4° 26' 4" OL  | 11477   | Modernistisch appartementsgebouw                |
| Modernistisch appartementsgebouw                |                                                             |                       | Merksem      | Bredabaan 293-299                               | 51° 14' 27" NB, 4° 26' 21" OL | 11479   | Modernistisch appartementsgebouw                |
| Parochiekerk Sint-Bartholomeus                  | Monument                                                    |                       | Merksem      | Bredabaan                                       | 51° 14' 30" NB, 4° 26' 26" OL | 11480   | Parochiekerk Sint-Bartholomeus                  |
| Oude schandpaal met pomp                        |                                                             |                       | Merksem      | Bredabaan                                       | 51° 14' 30" NB, 4° 26' 25" OL | 11481   | Oude schandpaal met pomp                        |
| Onze-Lieve-Vrouwebeeld met kind                 |                                                             |                       | Merksem      | Bredabaan                                       | 51° 14' 29" NB, 4° 26' 25" OL | 11482   | Onze-Lieve-Vrouwebeeld met kind                 |
| Pastorie Sint-Franciscus van Assisiparochie     | Monument                                                    |                       | Merksem      | Bredabaan 547                                   | 51° 14' 46" NB, 4° 27' 0" OL  | 11483   | Pastorie Sint-Franciscus van Assisiparochie     |
| Parochiekerk Sint-Franciscus van Assisi         | Monument                                                    |                       | Merksem      | Bredabaan                                       | 51° 14' 47" NB, 4° 27' 1" OL  | 11484   | Parochiekerk Sint-Franciscus van Assisi         |
| Kasteeldomein Bouckenborgh                      | Monument: landhuis, bijgebouwen                             |                       | Merksem      | Bredabaan 561, 561A-C                           | 51° 14' 42" NB, 4° 27' 11" OL | 11485   | Kasteeldomein Bouckenborgh                      |
| Landhuis 't Galjoen                             |                                                             |                       | Merksem      | Bredabaan 563                                   | 51° 14' 41" NB, 4° 27' 15" OL | 11486   | Landhuis 't Galjoen                             |
| Vijf villa's                                    |                                                             |                       | Merksem      | Bredabaan 565-567, 573-577                      | 51° 14' 50" NB, 4° 27' 8" OL  | 11487   | Vijf villa's                                    |
| Twee arbeiderswoningen van De voorste Koleunnes |                                                             |                       | Merksem      | Bredabaan 823-829                               | 51° 15' 11" NB, 4° 27' 30" OL | 11488   | Twee arbeiderswoningen van De voorste Koleunnes |
| Parochiekerk Sint-Jozef                         |                                                             |                       | Merksem      | Jos De Swertsstraat 1                           | 51° 15' 14" NB, 4° 27' 37" OL | 11489   | Parochiekerk Sint-Jozef                         |
| Neoclassicistisch burgerhuis                    |                                                             |                       | Merksem      | Bredabaan 190-192                               | 51° 14' 20" NB, 4° 26' 11" OL | 11490   | Neoclassicistisch burgerhuis                    |
| Burgerhuis en winkelhuis                        |                                                             |                       | Merksem      | Bredabaan 220-222                               | 51° 14' 22" NB, 4° 26' 13" OL | 11491   | Burgerhuis en winkelhuis                        |
| Art-deco-burgerhuis                             |                                                             |                       | Merksem      | Bredabaan 262                                   | 51° 14' 26" NB, 4° 26' 17" OL | 11492   | Art-deco-burgerhuis                             |
| Eclectisch burgerhuis                           |                                                             |                       | Merksem      | Bredabaan 542                                   | 51° 14' 45" NB, 4° 26' 51" OL | 11494   | Eclectisch burgerhuis                           |
| Burgerhuis                                      |                                                             |                       | Merksem      | Bredabaan 586                                   | 51° 14' 47" NB, 4° 26' 56" OL | 11495   | Burgerhuis                                      |
| Stadswoning                                     |                                                             |                       | Merksem      | Bredabaan 646                                   | 51° 14' 51" NB, 4° 27' 4" OL  | 11496   | Stadswoning                                     |
| Burgerhuis in art deco                          |                                                             |                       | Merksem      | Bredabaan 658                                   | 51° 14' 52" NB, 4° 27' 6" OL  | 11497   | Burgerhuis in art deco                          |
| Modernistisch hoekpand                          |                                                             |                       | Merksem      | Bredabaan 664                                   | 51° 14' 52" NB, 4° 27' 7" OL  | 11498   | Modernistisch hoekpand                          |
| Stadswoning                                     |                                                             |                       | Merksem      | Camelialei 8                                    | 51° 15' 6" NB, 4° 27' 28" OL  | 11499   | Stadswoning                                     |
| Catershoeve                                     | Monument                                                    |                       | Merksem      | Catershoflaan 12                                | 51° 15' 9" NB, 4° 26' 56" OL  | 11500   | Catershoeve                                     |
| Domein Catershof                                |                                                             |                       | Merksem      | Catershoflaan 14                                | 51° 15' 11" NB, 4° 26' 55" OL | 11501   | Domein Catershof                                |
| Sint-Lutgardisschool                            |                                                             |                       | Merksem      | Du Chastellei 48                                | 51° 15' 5" NB, 4° 27' 9" OL   | 11502   | Sint-Lutgardisschool                            |
| Twee meergezinswoningen                         |                                                             |                       | Merksem      | Du Chastellei 92-94                             | 51° 15' 4" NB, 4° 27' 1" OL   | 11503   | Twee meergezinswoningen                         |
| Villa Lisette                                   |                                                             |                       | Merksem      | Eethuisstraat 78-80                             | 51° 14' 57" NB, 4° 27' 46" OL | 11504   | Villa Lisette                                   |
| Fort van Merksem                                |                                                             |                       | Merksem      | Fortsteenweg                                    | 51° 15' 50" NB, 4° 27' 27" OL | 11505   | Fort van Merksem                                |
| Hoekhuis                                        |                                                             |                       | Merksem      | Laaglandlaan 1A                                 | 51° 15' 7" NB, 4° 26' 54" OL  | 11507   | Hoekhuis                                        |
| Hoeve Den Pypeel                                |                                                             |                       | Merksem      | Laaglandlaan 428                                | 51° 15' 48" NB, 4° 26' 47" OL | 11508   | Hoeve Den Pypeel                                |
| Parochiekerk van het Heilig Sacrament           |                                                             |                       | Merksem      | Lambrechtshoekenlaan                            | 51° 14' 54" NB, 4° 25' 58" OL | 11509   | Parochiekerk van het Heilig Sacrament           |
| Hoeve Royenborg                                 | Monument                                                    |                       | Merksem      | Lange Bremstraat 97                             | 51° 15' 26" NB, 4° 27' 15" OL | 11510   | Hoeve Royenborg                                 |
| Parochiekerk Onze-Lieve-Vrouw van Smarten       |                                                             |                       | Merksem      | Pastoor Bampsstraat 2                           | 51° 15' 20" NB, 4° 26' 41" OL | 11511   | Parochiekerk Onze-Lieve-Vrouw van Smarten       |
| Eengezinswoning met dokterspraktijk             |                                                             |                       | Merksem      | Maantjessteenweg 73                             | 51° 15' 20" NB, 4° 26' 30" OL | 11512   | Eengezinswoning met dokterspraktijk             |
| Eengezinswoning Karel Beuten                    |                                                             |                       | Merksem      | Olmenbrug 22                                    | 51° 14' 51" NB, 4° 25' 48" OL | 11513   | Eengezinswoning Karel Beuten                    |
| Sportpaleis van Antwerpen                       |                                                             |                       | Merksem      | Schijnpoortweg 113                              | 51° 13' 51" NB, 4° 26' 28" OL | 11515   | Sportpaleis van Antwerpen                       |
| Pastorie Sint-Bartholomeusparochie met tuin     | Monument                                                    |                       | Merksem      | Sint-Bartholomeusstraat 1A                      | 51° 14' 28" NB, 4° 26' 25" OL | 11516   | Pastorie Sint-Bartholomeusparochie met tuin     |
| Appartementsgebouw in nieuwe zakelijkheid       |                                                             |                       | Merksem      | Sint-Bartholomeusstraat 27                      | 51° 14' 29" NB, 4° 26' 31" OL | 11517   | Appartementsgebouw in nieuwe zakelijkheid       |
| Burgerhuis                                      |                                                             |                       | Merksem      | Sint-Bartholomeusstraat 83                      | 51° 14' 32" NB, 4° 26' 41" OL | 11518   | Burgerhuis                                      |
| Eenheidsbebouwing van stadswoningen             |                                                             |                       | Merksem      | Elfnovemberstraat 2-10, Sint-Franciscusplein 12 | 51° 14' 47" NB, 4° 26' 48" OL | 11519   | Eenheidsbebouwing van stadswoningen             |
| Hof van Roosendael                              | Monument                                                    |                       | Merksem      | Terlindenhofstraat 265                          | 51° 15' 3" NB, 4° 26' 42" OL  | 11520   | Hof van Roosendael                              |
| Stadswoningen in eenheidsbebouwing              |                                                             |                       | Merksem      | Terlindenhofstraat 38-56                        | 51° 14' 39" NB, 4° 26' 27" OL | 11521   | Stadswoningen in eenheidsbebouwing              |
| Stella Marisinstituut                           |                                                             |                       | Merksem      | Terlindenhofstraat 150                          | 51° 14' 48" NB, 4° 26' 30" OL | 11522   | Stella Marisinstituut                           |
| Huis Runcvoort bij school Virgo Maria           | Monument                                                    |                       | Merksem      | Terlindenhofstraat 204                          | 51° 14' 51" NB, 4° 26' 33" OL | 11523   | Huis Runcvoort bij school Virgo Maria           |
| Rysseleershuis                                  |                                                             |                       | Merksem      | Terlindenhofstraat 252                          | 51° 14' 57" NB, 4° 26' 33" OL | 11524   | Rysseleershuis                                  |
| Kasteel Groenendael                             |                                                             |                       | Merksem      | Gagelveldenstraat 71, Ullenshofstraat 2         | 51° 14' 37" NB, 4° 26' 7" OL  | 11525   | Kasteel Groenendael                             |
| Vredegerecht                                    |                                                             |                       | Merksem      | Van Heybeeckstraat 3                            | 51° 14' 48" NB, 4° 26' 51" OL | 11526   | Vredegerecht                                    |
| Bakkerij de Volkslust                           |                                                             |                       | Merksem      | Van Heybeeckstraat 5                            | 51° 14' 50" NB, 4° 26' 53" OL | 11527   | Bakkerij de Volkslust                           |
| Fabriek N.V. Union                              |                                                             |                       | Merksem      | Borrewaterstraat 182                            | 51° 14' 15" NB, 4° 26' 52" OL | 11530   | Upload foto                                     |
| Suikerraffinaderij Gebroeders Ghys              |                                                             |                       | Merksem      | Carrettestraat 33                               | 51° 14' 9" NB, 4° 26' 28" OL  | 11531   | Suikerraffinaderij Gebroeders Ghys              |
| Tabaksfabriek Tabalux N.V.                      |                                                             |                       | Merksem      | Deurnsebaan 52                                  | 51° 14' 39" NB, 4° 27' 2" OL  | 11532   | Tabaksfabriek Tabalux N.V.                      |
| Aveve bloemmolens van de Belgische Boerenbond   |                                                             |                       | Merksem      | Eugeen Meeusstraat 2, 6                         | 51° 14' 20" NB, 4° 26' 52" OL | 11533   | Aveve bloemmolens van de Belgische Boerenbond   |
| N.V. Rijstpellerijen N. en C. Boost             |                                                             |                       | Merksem      | Oostkaai 16                                     | 51° 14' 31" NB, 4° 27' 0" OL  | 11535   | N.V. Rijstpellerijen N. en C. Boost             |
| Fabrique Nationale des tubes sans soudure       |                                                             |                       | Merksem      | Oostkaai 23                                     | 51° 14' 28" NB, 4° 27' 2" OL  | 11536   | Fabrique Nationale des tubes sans soudure       |
| Electriciteitsmaatschappij De Schelde           |                                                             |                       | Merksem      | Vaartkaai 2                                     | 51° 14' 22" NB, 4° 27' 18" OL | 11538   | Electriciteitsmaatschappij De Schelde           |
| Molens van Deinze en Antwerpen                  |                                                             |                       | Merksem      | Zuidkaai 1                                      | 51° 14' 21" NB, 4° 26' 56" OL | 11540   | Molens van Deinze en Antwerpen                  |
| Hospitaal Sint Bartholomeus                     |                                                             |                       | Merksem      | Jaak De Boeckstraat 2, 6                        | 51° 14' 45" NB, 4° 26' 36" OL | 83622   | Hospitaal Sint Bartholomeus                     |
| Districtshuis van Merksem                       | Monument                                                    |                       | Merksem      | Burgemeester Jozef Nolfplein 1                  |                               | 208294  | Districtshuis van Merksem                       |

District Antwerpen: Antwerpen-Noord · Brederode · Centraal Station · Dam · Eilandje · Haringrode · Harmonie · Havengebied · Historisch Centrum (Oude Stad · Hoogstraat · Groenplaats) · Kiel · Linkeroever · Luchtbal-Rozemaai-Schoonbroek · Markgrave · Meirwijk · Middelheim · Schipperskwartier · Sint-Andries · Stadspark · Tentoonstellingswijk · Theaterbuurt · Universiteitsbuurt · Zuid · Zurenborg

Overige districten: Berchem · Berendrecht-Zandvliet-Lillo · Borgerhout · Deurne · Ekeren · Hoboken · Merksem · Wilrijk

Onroerend erfgoed in de provincie Antwerpen